# Боснія і Герцеговина на літніх Олімпійських іграх 2024
Боснію і Герцеговину на літніх Олімпійських іграх 2024 представляли  п'ять спортсменів у трьох видах спорту.